# Rebellion (Lies)
Rebellion (Lies) è un singolo del gruppo musicale canadese Arcade Fire, pubblicato il 12 settembre 2005 come quarto estratto dal primo album in studio Funeral.

## Descrizione
Il brano è stato scritto durante un periodo in cui i membri del gruppo furono colpiti da numerosi lutti, infatti il testo del brano tratta il tema della morte.
La canzone parte con un assolo di basso accompagnato da un tamburo singolo a cui dopo una decina di secondi si aggiunge una melodia ripetitiva suonata alla chitarra. Secondo Régine Chassagne, il cantante Win Butler ha scritto la linea di basso e gli accordi principali del brano, attorno ai quali si è sviluppato il resto. Dopo circa quaranta secondi parte la voce in tono dimesso, con in sottofondo sempre l'accompagnamento iniziale. Da qui in poi la canzone ha un andamento in crescendo, e l'arrangiamento si fa via via più ricco vedendo l'aggiunta di molti altri strumenti quali chitarra elettrica, chitarra acustica, basso elettrico, violino, tamburi, pianoforte, xilofono e tastiere.

## Promozione
La canzone è utilizzata come sigla del programma televisivo Otto e mezzo sulla rete televisiva LA7.

## Tracce
1. Rebellion (Lies)
2. Brazil